# Forte di Fenestrelle
Il Forte di Fenestrelle (o Fortezza di Fenestrelle) è un complesso fortificato eretto dal XVIII al XIX secolo a Fenestrelle, in Val Chisone (TO). Nel 1999 è diventata il simbolo della Provincia di Torino e nel 2007 il World Monuments Fund l'ha inserita nella lista dei 100 siti storico-archeologici di rilevanza mondiale più a rischio (insieme ad altri 4 siti italiani).
Progettata inizialmente dall'ingegnere Ignazio Bertola nel XVIII secolo con funzione di protezione del confine franco-piemontese, la fortezza venne completata solamente nel secolo successivo e non fu mai coinvolta in assedi o assalti in forze degni di nota o rilievo; fu invece protagonista di alcune schermaglie minori e di un breve scontro nel corso della seconda guerra mondiale. Dopo un lungo periodo di abbandono, durato praticamente dal 1946 al 1990, è iniziato un progetto di recupero, tuttora in corso, che l'ha riaperta al turismo. Tra il 2011 ed il 2012 vi si sono recati più di 20.000 visitatori l'anno, mentre nel 2019 ha accolto 33942 visitatori.

## Storia

### La dominazione francese
La storia delle moderne fortificazioni nella zona di Fenestrelle ebbe inizio verso la fine del 1600. Da parecchi secoli la valle del Chisone era politicamente divisa in due parti: la parte superiore a ovest da Meano fino a Pragelato (chiamata anche val Pragelato) apparteneva al Delfinato che dal 1349 era sotto il regno di Francia, come pure l’alta val Susa (da Chiomonte in su, fino al colle del Monginevro).
La parte inferiore della val Chisone da Pinerolo fino a Perosa Argentina (chiamata anche val Perosa) era invece sotto il dominio dei Savoia, che controllavano anche la val San Martino (l’odierna val Germanasca), la bassa val Susa e la Savoia al di là del colle del Moncenisio. A partire dal 1500 il regno di Francia cercò più volte di conquistare i territori dei Savoia, occupando per ben due volte, dal 1536 al 1574 e dal 1630 Pinerolo e la bassa val Chisone. Fenestrelle era dunque da secoli territorio francese.
Nel 1688 scoppia la guerra della Lega di Augusta, combattuta dalla Francia contro una coalizione degli altri stati europei. Inizialmente il Duca Vittorio Amedeo II di Savoia si mantiene neutrale, poi il 4 giugno 1690 firma a Torino il trattato di alleanza con l'Imperatore Leopoldo contro la Francia e la Val Pragelato diventa per parecchi anni zona di guerra, anche se non di prima linea.

In campo sabaudo, le truppe valdesi della val San Martino conducono una serie di scorrerie e incursioni verso la val Chisone che costituiva una via di comunicazione essenziale per l’esercito francese, comandato dal generale Nicolas de Catinat, che visto il pericolo richiese così la costruzione di 3 ridotte e di un grande forte. In particolare, nel 1692 il Re Sole ordinò la costruzione della prima versione di quello che fu in seguito chiamato Forte Tre Denti, ma che era allora solo una piccola ridotta.

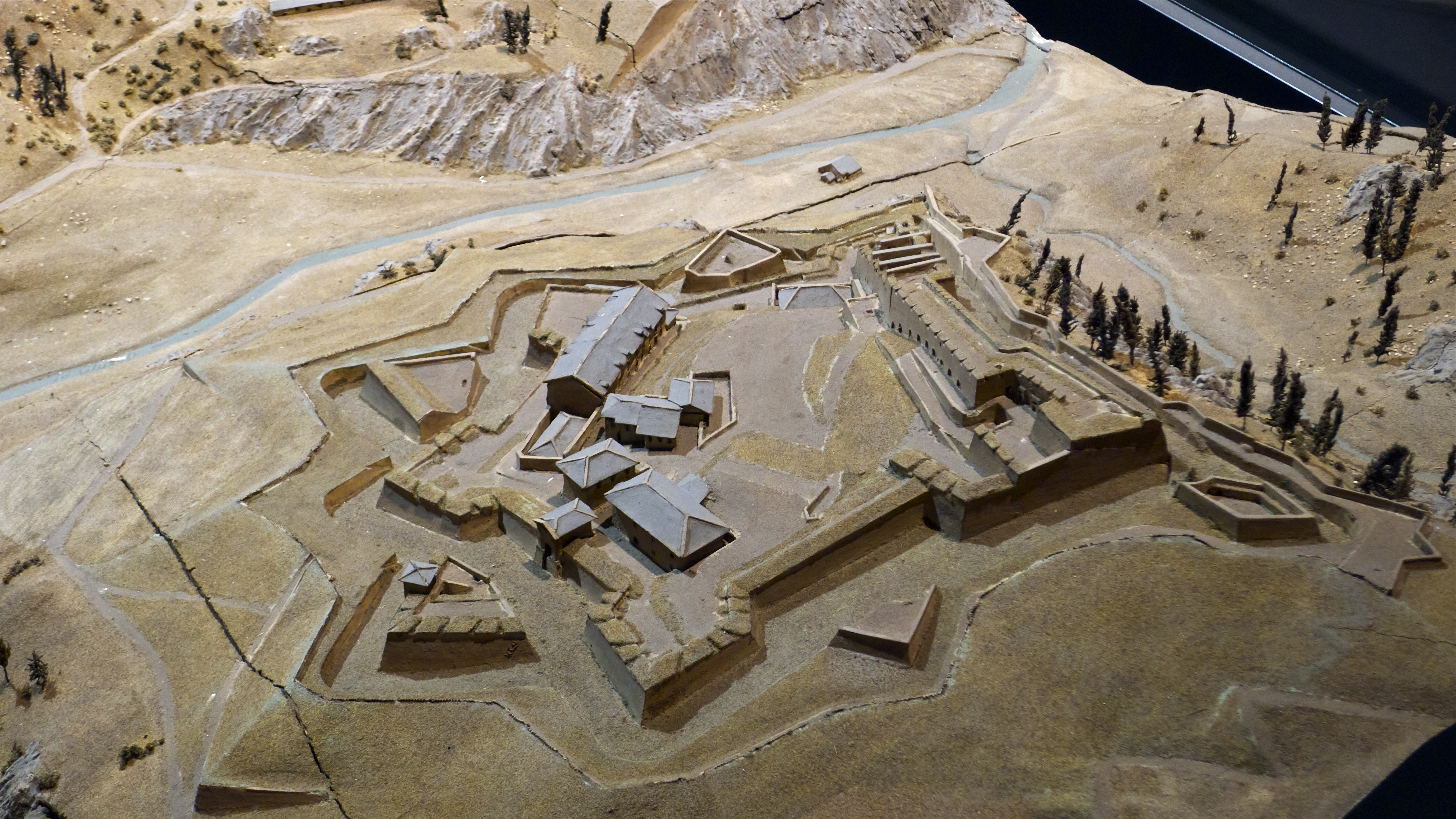
Fort Mutin (particolare del plastico del 1757).

Nel luglio 1693 Vittorio Amedeo II e i suoi alleati conducono un attacco lungo la Val Pragelato, ma vengono bloccati all'altezza di Fenestrelle. Nel 1694, sempre su consiglio di Catinat, il re di Francia diede inizio ai lavori di costruzione dell'imponente Fort Mutin, che sarà completata nel 1705. La guerra fra la Francia e il Ducato di Savoia termina il 29 agosto 1696 con il trattato di Torino, con il quale i Savoia riottengono Pinerolo e i comuni sulla sponda destra della Val Chisone fino a Perosa. 
Prima di restituire Pinerolo, i francesi provvedono a smantellarne tutte le fortificazioni, per evitare di lasciare in mano sabauda una piazzaforte militare, e quindi il forte Mutin diventa l'elemento principale a protezione del confine che è ritornato ad essere fra Meano e Perosa.
Nel 1700 scoppia la Guerra di successione spagnola, inizialmente il Ducato di Savoia è alleato della Francia ma nel 1703 Vittorio Amedeo II cambia schieramento e i francesi danno inizio all'occupazione dei territori sabaudi, fino a mettere sotto assedio Torino nel 1706. Le sorti della guerra mutano dopo la battaglia di Torino del 7 settembre 1706 e negli anni successivi Vittorio Amedeo II e i suoi alleati sconfiggono più volte i francesi.
Nel luglio 1708 Vittorio Amedeo II dà inizio alla campagna militare che porterà alla conquista della Val Pragelato. Dopo aver espugnato Exilles, è la volta di Fenestrelle. A metà agosto vengono iniziate le operazioni belliche che porteranno all'assedio del Forte Moutin, sulla riva destra del Chisone; il 23 agosto inizia il cannoneggiamento del forte, che costringe alla resa il comandante francese il 31 agosto.
Da questo momento l'alta val Chisone passa di fatto sotto il dominio del Ducato di Savoia, situazione che verrà ratificata dopo la fine della guerra con il trattato di Utrecht del 1713 che sancì questa situazione spostando il confine tra la Francia e il Ducato di Savoia (che nel 1720 divenne Regno di Sardegna) sullo spartiacque alpino Dora-Durance, assegnando le valli di Susa e Chisone ai Savoia.

### Dall'inizio della dominazione sabauda al XVIII secolo

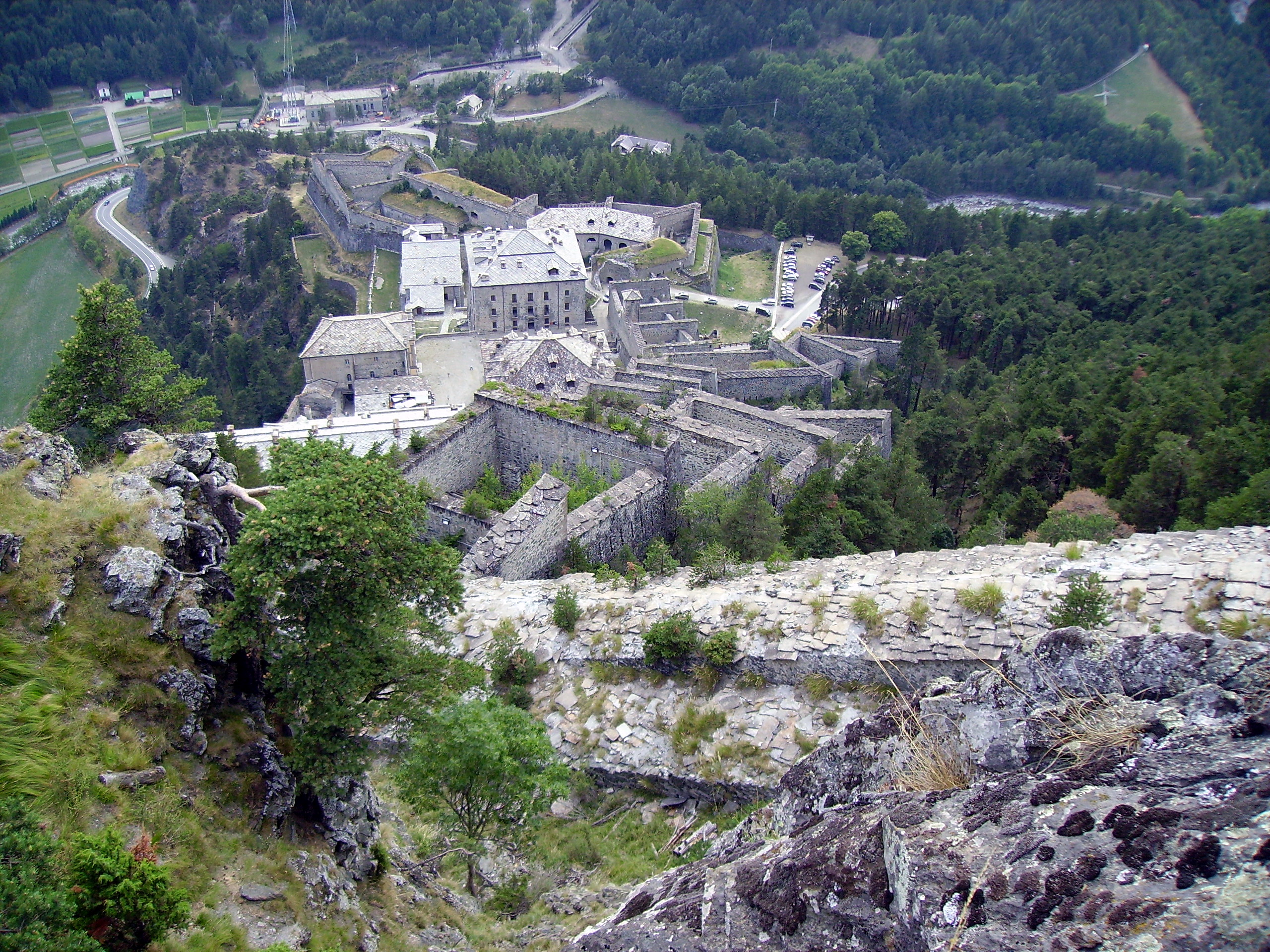
La struttura principale del forte.

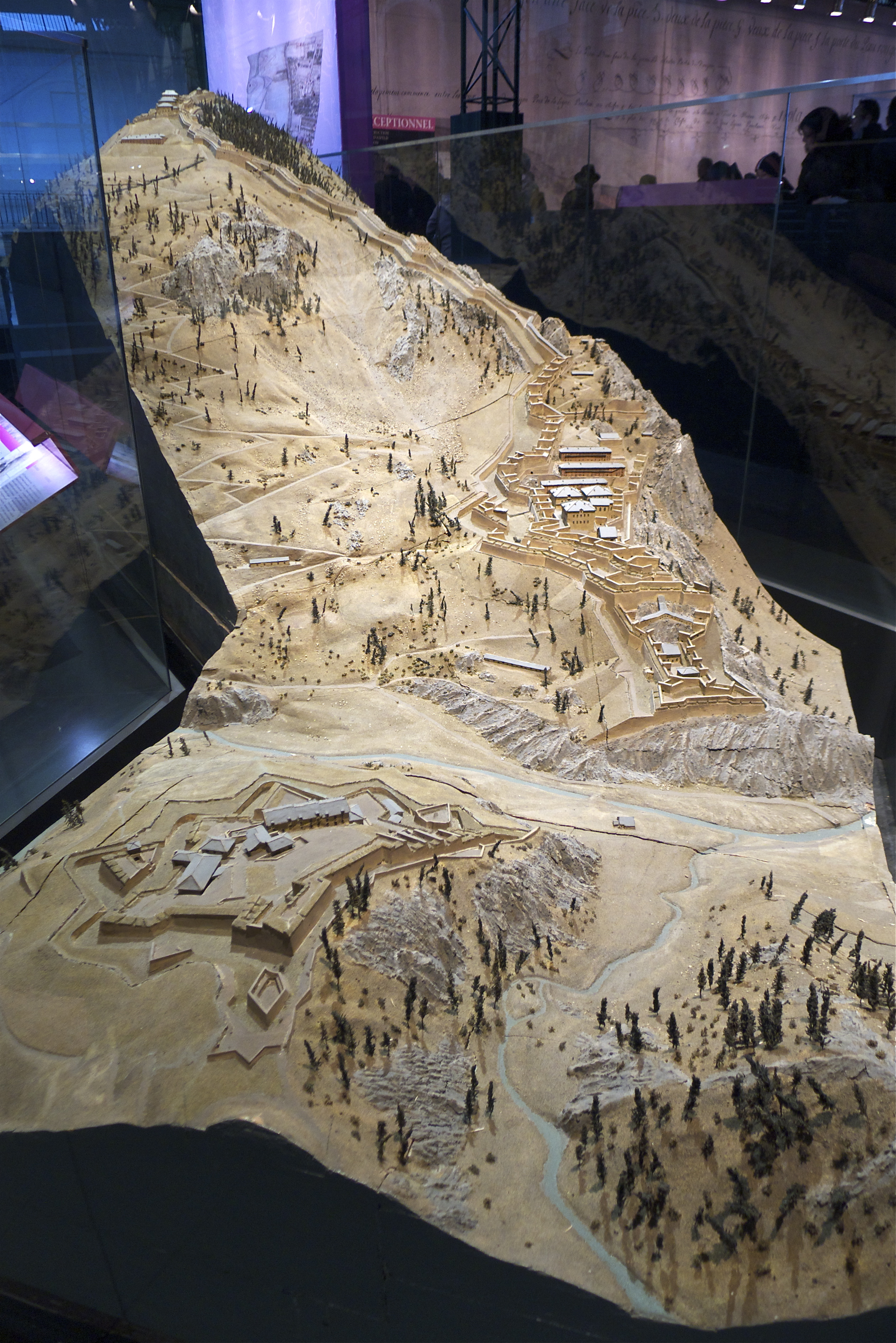
Fenestrelle (plastico del 1757).

Memore di come era riuscito a prendere il Fort Mutin, posto sul lato destro della valle, Vittorio Amedeo II incaricò l'ingegnere e architetto militare Ignazio Bertola di progettare un complesso di fortificazioni che, includendo il Fort Mutin (restaurato dopo il trattato di Utrecht) e le altre fortificazioni francesi, proteggesse la pianura torinese da eventuali tentativi francesi di invasione passando per la Val Chisone. Il progetto fu presentato nell'ottobre del 1727 e i lavori iniziarono nell'estate del 1728, proseguendo poi fino al 1850 con una lunga interruzione nel periodo dal 1793 al 1836.
Nella progettazione dell'opera e nella direzione dei lavori, si susseguirono, dopo Ignazio Bertola. diversi altri ingegneri e architetti militari, tra cui si ricordano: Lorenzo Bernardino Pinto (che fu allievo del Bertola e si occupò anche del Forte di Exilles), Nicolis di Robilant e Carlo Andrea Rana. Vittorio Amedeo II, che nel 1720 era stato proclamato re del Regno di Sardegna a seguito dell'annessione del regno al Ducato di Savoia, vide realizzata solo una parte del forte di cui aveva richiesto l'edificazione perché abdicò nel 1730 a favore del figlio Carlo Emanuele III, incaricandolo della prosecuzione dell'opera.
Il progetto originale del Bertola prevedeva la realizzazione di un'opera che sbarrasse l'intero versante sinistro della valle, ma all'inizio dei lavori di costruzione fu data priorità alle opere nella parte più alta, sul monte Pinaia, poiché il fondovalle era ben protetto dal Fort Mutin che, dopo i lavori di ricostruzione, era tornato pienamente in funzione. In definitiva, nella fase iniziale di realizzazione della fortezza si costruirono la Ridotta dell'Elmo, la Ridotta Sant'Antonio e la Ridotta Belvedere che, separate tra loro da profondi fossati e collegate solamente attraverso una serie di ponti, formavano il Forte delle Valli.
In seguito venne realizzato il collegamento con il fondo valle inglobando una preesistente ridotta francese, chiamato poi Forte Tre Denti, e costruendo, a partire dal 1731 l'imponente Forte San Carlo. Il collegamento tra le varie componenti del complesso, oltre che dalla strada che risale da Fenestrelle fino al Forte delle Valli (la Strada dei Cannoni) era garantito da una scala coperta di 3.996 scalini che risale tutto il fianco sinistro della valle collegando la piazza d'armi del Forte San Carlo con le ridotte del Forte delle Valli.
Al fine di proteggere il fondovalle da eventuali azioni nemiche, tra il 1836 e il 1850, in sostituzione dell'ormai obsoleto e pericolante Fort Mutin, venne realizzata la Ridotta Carlo Alberto posta a cavallo della strada risalente la valle.

### XIX secolo
Il cardinale Bartolomeo Pacca, separato da Pio VII, fu tenuto qui prigioniero dell'esercito di Napoleone dall'agosto 1809 al gennaio 1813.
Dopo la proclamazione del Regno d'Italia, tra il 1874 e il 1896 la fortezza venne ulteriormente potenziata ed ammodernata. Infatti i risalti del Forte San Carlo furono trasformati in casematte in grado di ospitare i nuovi cannoni ad anima rigata da 12 GRC/Ret e da 15 GRC/Ret.
A partire da 1882, anno in cui l'Italia firmò il patto della Triplice Alleanza, la zona di Fenestrelle e dell'Assietta venne militarmente potenziata con l'aggiunta di altri avamposti tra cui si ricordano il Forte Serre Marie, la Batteria del Gran Serin e, posti verso il Colle delle Finestre, l'omonimo fortino e il Corpo di Guardia del Falouel che viene comunemente chiamato il Dado a causa della sua forma cubica.
A partire dal 1887 fin dopo la fine della prima guerra mondiale, il forte di Fenestrelle fu la sede del Battaglione alpino "Fenestrelle" inquadrato nel 3º Reggimento Alpini. In memoria di questi soldati è gratuitamente visitabile un piccolo museo all'interno della fortezza, composto da cimeli originali.

### Dal XX secolo ad oggi
Con l'avvento del fascismo la struttura venne nuovamente usata come prigione per detenuti politici ostili o non sufficientemente collaborativi col regime. Come facilmente s'intuisce dalla forma dei caratteri utilizzati, risale al quel periodo l'iscrizione: Ognuno vale non in quanto è, ma in quanto produce. Essa infatti si trovava in uno degli uffici allora destinati a fureria e stava ad indicare come si venisse giudicati per ciò che fattivamente si faceva per lo Stato fascista e non per i propri natali, le conoscenze politiche o le possibilità economiche in genere.

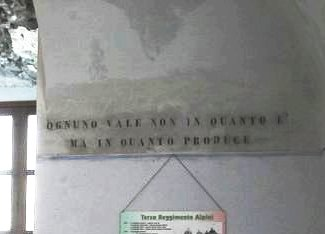
Scritta posta all'interno del forte.

Nel corso della seconda guerra mondiale la fortezza conobbe il suo unico vero momento di azione militare quando, nel luglio del 1944, la parte orientale della Ridotta Carlo Alberto venne fatta esplodere dai partigiani della divisione "Adolfo Serafino" allo scopo di rallentare l'avanzata delle truppe nazi-fasciste che avevano lanciato una vasta operazione antipartigiana nelle vallate alpine. Dopo la fine della seconda guerra mondiale nel 1946, l'Esercito Italiano decise di dismettere completamente la struttura del Forte di Fenestrelle che era ormai obsoleta da un punto di vista militare. La fortezza venne quindi abbandonata e subì danni dovuti al degrado, alle intemperie e al saccheggio. In pratica, nel corso degli anni, venne rimosso tutto ciò che era possibile asportare: infissi, porte e persino le travi dei solai delle caserme.
A partire dal 1990, grazie all'azione di un gruppo di volontari, è iniziato il recupero della struttura: al suo interno vengono realizzate visite guidate ed organizzate rappresentazioni teatrali e culturali. Nel 1992 è stato redatto per conto del Demanio e del Ministero dei Lavori Pubblici un progetto generale di rifunzionalizzazione per opera dell'architetto Donatella D'Angelo, che ha portato a conoscere le problematiche costruttive e di riuso del più grande Forte d'Europa. Dal 1999 è diventata il simbolo della Provincia di Torino e nel 2007 il World Monuments Fund l'ha inserita nella lista dei 100 siti storico-archeologici di rilevanza mondiale più a rischio (insieme ad altri 4 siti italiani).

## L'utilizzo
Durante tutta la sua attività come struttura militare, durata fino al termine della seconda guerra mondiale, la fortezza venne usata, in alcuni momenti storici, come prigione e luogo di detenzione: la fortezza, al naturale e sempre attivo ruolo di deterrente militare, aggiunse, quindi, quello di prigione per criminali comuni, prigione di stato e bagno penale. In alcuni limitati casi furono detenuti anche criminali comuni, che avevano commesso crimini nelle aree limitrofe o di competenza del governatore della fortezza. In casi eccezionali vi giunsero, per motivi vari, anche detenuti da altre aree geografiche. Essi condividevano gli stessi ambienti del bagno penale con i militari, ma erano trattati in modo diverso essendo soggetti alla giurisdizione civile e non militare.
Lo storico Giacinto de' Sivo affermò che, in epoca napoleonica, nel forte vennero rinchiusi anche civili meridionali catturati con l'accusa di brigantaggio; il sito ufficiale della fortezza di Fenestrelle, tuttavia, non fa menzione di questa situazione e parla solo di prigionieri politici affermando che "Napoleone ruppe la tradizione di reclusorio militare aprendo le porte del San Carlo ai primi detenuti politici." Vi fu rinchiuso anche il teorico della guerra aerea Giulio Douhet (vedere) per circa un anno, nel 1916, a causa di alcune sue iniziative di protesta contro lo stato maggiore.

### Prigione di Stato
La prigione di stato venne usata come luogo di detenzione degli ufficiali condannati, appunto, in fortezza e degli oppositori politici del governo che in quel momento governava la fortezza, fossero essi laici o religiosi. Nei primi anni del XIX secolo, vi furono rinchiusi gli oppositori di Napoleone, soprattutto prelati borbonici, poi, in seguito ai primi moti risorgimentali, Fenestrelle ospitò anche ufficiali di ideali mazziniani. Nel 1850, vi fu recluso anche monsignor Luigi Fransoni, arcivescovo di Torino, prima di essere espulso dal Regno per la sua opposizione al governo sulla questione delle Leggi Siccardi.
In alcuni casi, su richiesta dei genitori, vennero detenuti anche minorenni detti "discoli", rei d'aver compiuto crimini o d'aver scontentato genitori nobili o facoltosi. Con loro veniva tenuto un regime equiparabile a quello d'un moderno collegio militare.
Ogni prigioniero aveva a disposizione una stanza privata, in rari casi più d'una, con caminetto e mobilio. Nel periodo napoleonico ogni prigioniero/a dovette provvedere a mantenersi a proprie spese (comprando la legna, affittando i mobili, ecc.). Sotto i Savoia provvedeva lo Stato. Durante il fascismo venne limitatamente usata come luogo di confino.

### Prigione militare e mistificazioni pseudostoriche
Il forte fu anche una prigione militare in cui furono rinchiusi, oltre ai militari che avevano commesso crimini o gravi infrazioni al regolamento, anche i soldati di quegli eserciti che erano stati attaccati dal Regno di Sardegna prima e dal Regno d'Italia in seguito, durante il Risorgimento e i primi decenni del XX secolo; in particolare austriaci ed italiani degli stati preunitari che avevano combattuto durante le guerre d'indipendenza, componenti del disciolto Esercito delle Due Sicilie fatti prigionieri durante gli anni dell'unificazione risorgimentale del Sud Italia, nonché 6 garibaldini in seguito ai falliti tentativi di Garibaldi di occupare lo Stato della Chiesa. Anche 462 soldati dell'Esercito pontificio dopo la presa di Roma e infine militari austro-ungarici durante la prima guerra mondiale. I detenuti del bagno penale erano reclusi in camerate comuni.
Negli ultimi anni il forte di Fenestrelle è passato agli onori della cronaca a causa della "denuncia" da parte di una certa storiografia revisionistica, secondo cui nel carcere, nel decennio tra il 1860 e il 1870, sarebbero stati deportati militari dell'ex Regno delle Due Sicilie in un numero che andrebbe da 24.000 fino alle più grandi stime di 120.000 uomini, colpevoli di essersi opposti alla conquista e alla successiva annessione delle Due Sicilie al neonato Regno d'Italia. Sempre secondo la medesima pseudo storiografia, i reclusi sarebbero stati tenuti in pessime condizioni. Il 22 agosto 1861 ci sarebbe stato un tentativo di ribellione in cui i reclusi in rivolta avrebbero cercato di assumere il controllo della fortezza. L'insurrezione sarebbe stata sventata in maniera quasi fortuita dalle autorità ed avrebbe avuto come solo risultato l'inasprimento delle pene.
La definizione di Fenestrelle quale "campo di concentramento" da parte di autori revisionisti ha stimolato la ricerca storica da parte di vari studiosi, i quali smentiscono gran parte delle accuse presentate da tali movimenti, dimostrandole inverosimilmente ingigantite (quando non addirittura inventate).
Lo storico Alessandro Barbero, che ha definito la vicenda di Fenestrelle «un'invenzione storiografica e mediatica», consultando i documenti originali dell'epoca, ha verificato come i prigionieri dell'ex esercito borbonico effettivamente detenuti nel forte furono poco più di mille e di questi solo quattro morirono durante la prigionia. Barbero ha sostenuto quindi: che la fortezza fu solo una delle strutture in cui furono momentaneamente detenuti anche militari del regno delle Due Sicilie; che le condizioni di vita non erano peggiori di quelle degli altri luoghi di detenzione; che la documentazione, sia militare, sia amministrativa, sia parrocchiale, sul numero dei detenuti, sul numero delle morti e loro cause, sulle modalità di seppellimento è ampia e rintracciabile.
L'affermazione che con la morte i corpi dei detenuti venissero disciolti con calce viva in una grande vasca situata nel retro della chiesa del Forte viene confutata con l'osservazione che la calce viva non fu utilizzata per fare scomparire i prigionieri, in quanto non capace di sciogliere cadaveri; il fatto che essa fosse bensì «posta sui cadaveri era la prassi cui tutte le sepolture dovevano essere soggette per motivi d'igiene, all'epoca». In sostanza, per il prof. Barbero, quanto avvenne a Fenestrelle deve essere molto ridimensionato e, comunque, ancora di più scientificamente studiato, sebbene riconosca che tali eventi siano da inquadrarsi nei sussulti, anche dolorosi, del neonato Stato italiano.
La pseudostoria del "genocidio meridionale" di cui la vicenda di Fenestrelle rappresenta un caso emblematico, sarebbe inoltre un tentativo analogo a quanto avvenuto in Francia da parte di ambienti di estrema destra o cattolici conservatori, ossia di riproporre in Italia  tesi revisioniste simili a quelle sul cosiddetto "genocidio vandeano" di Reynald Secher; anzi, le tesi neoborboniche sarebbero perfino antecedenti a quelle di Secher.
Nonostante l'ampio debunking in merito alla vicenda, sulle mura del Forte era stata abusivamente affissa una targa a "ricordo" dei fatti denunciati (poi andata distrutta); inoltre, nel 2016, il sito monumentale è stato oggetto di vandalismi ad opera di presunti autori neoborbonici.

### Le detenute
Nel corso di tutta la sua storia solo tre donne furono detenute nella prigione di stato. La marchesa piemontese Polissena Gamba Turinetti di Priero e sua figlia Clementina in quanto oppositrici politiche di Napoleone. Esse vennero tenute separate dagli uomini ed ebbero a loro privata disposizione più stanze del padiglione degli ufficiali. Nel 1864 vi sarebbe stata forse rinchiusa Maria Oliverio, detta "Ciccilla", condannata al carcere a vita per brigantaggio, fino alla morte.

## Descrizione

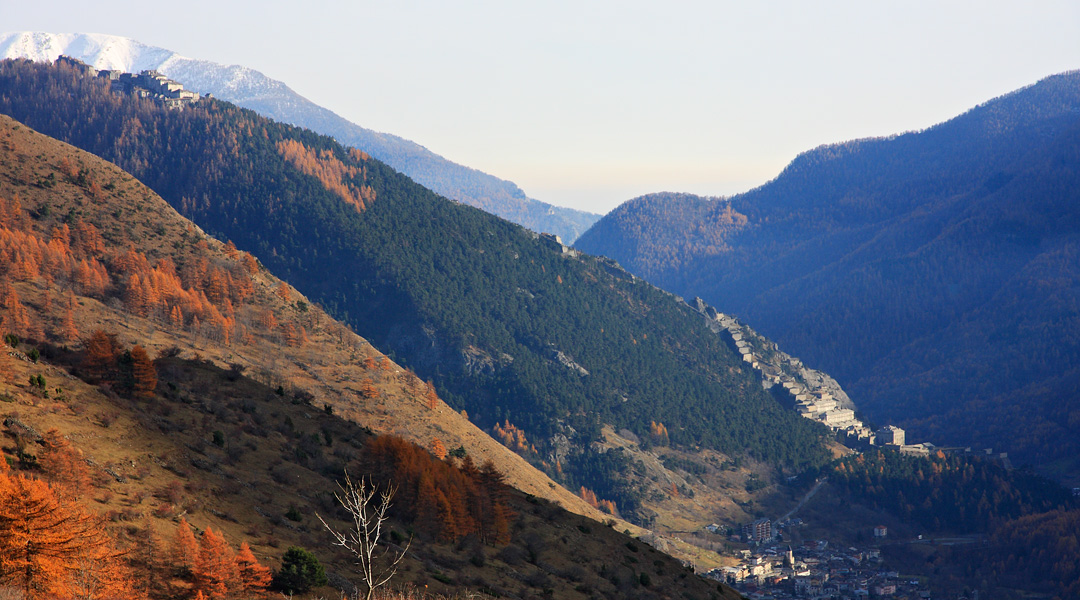
Veduta d'insieme della fortezza

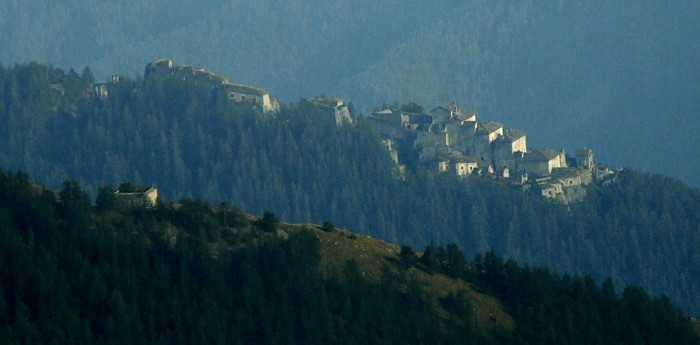
Il forte delle Valli

La costruzione, definita erroneamente "forte", è in realtà un insieme ininterrotto di strutture fortificate, per questo motivo il termine più corretto per definirla è "fortezza". Nella fattispecie questa fortezza è formata da 3 forti e 7 ridotte, uniti ed indipendenti fra loro, collegati da spalti, bastioni, scale e da ben 28 risalti, per una superficie complessiva di 1.350.000 m². La struttura si sviluppa per oltre 3 chilometri su un dislivello di circa 635 metri. La fortezza viene oggi ricordata anche per le sue due lunghe scalinate: la scala interna, detta "Scala Coperta" composta da circa 4.000 gradini, che permetteva di raggiungere tutti i forti che compongono la struttura senza dover mai uscire, e la scala esterna, detta "Scala Reale" composta da 2.500 gradini che veniva utilizzata dal re quando si recava in visita.
Nella sua tipologia costruttiva è la più grande fortezza settecentesca a Serravalle esistente al mondo ed è, più genericamente, la quinta costruzione militare più antica in termini di lunghezza complessiva (superata, in ordine crescente, dalle cinte murarie di Lucca -4,2 km-, Nicosia -4,5 km-, Genova -19 km- e, naturalmente, dalla grande muraglia cinese). Inoltre, insieme al Forte di Exilles a al Forte di Vinadio, rappresenta una delle più significative strutture difensive del Piemonte. Il più antico dei 3 forti che la costituiscono, il Forte delle Valli, è l'ultimo forte alpino originale settecentesco esistente in Italia, giacché tutti gli altri sono stati demoliti o ammodernati.

### Il Forte delle Valli
Nel 1728, la costruzione della fortezza di Fenestrelle iniziò dalla cima del Monte Pinaia (a 1780 m) con il Forte delle Valli. Le motivazioni alla base di questa scelta furono la reperibilità e la facilità di trasporto dei materiali da costruzione e questioni di natura strategica; infatti da quella quota era possibile sia proteggere le fortificazioni sottostanti con fuoco incrociato, sia evitare che i nemici mettessero in atto una manovra di aggiramento dalla zona sovrastante.
 Inoltre il fondovalle era già all'epoca protetto dal Fort Mutin che era stato ricostruito dopo la fine della guerra di successione spagnola. Per tutti questi motivi si decise di iniziare la costruzione proprio con il Forte Delle Valli e le tre ridotte che lo compongono: la Ridotta dell'Elmo, la Ridotta Sant'Antonio e la Ridotta Belvedere.
Le tre ridotte erano circondate da profondi fossati e, in caso di assedio, erano autonome così che, se anche una fosse caduta sotto il fuoco nemico, le altre avrebbero potuto continuare a resistere. A causa dei fossati, le tre ridotte erano collegate tra loro per mezzo di ponti: la Belvedere comunicava con quella successiva (la Sant'Antonio) tramite un ponte fisso centrale e una coppia di ponti levatoi laterali; a sua volta la ridotta Sant'Antonio era collegata con la ridotta dell'Elmo per mezzo di un sistema di ponti analogo. Inoltre, il Forte delle Valli era anche protetto da spessi muraglioni traforati, massicce traverse e bastioni a tenaglia che lo rendevano pressoché inespugnabile per l'epoca in cui era stato concepito.
Il Forte è collegato alla strada di Pra Catinat dalla Ridotta dell'Elmo dove ancora oggi si trova il Ponte Rosso, una struttura in pietra a quattro arcate che supera un profondo strapiombo e al centro della quale si trova un poderoso cancello in ferro inserito fra due alti pilastri sormontati da due palle di cannone in pietra. Inoltre, dalla Ridotta Belvedere, il forte si collega alla Strada dei Cannoni che scende verso le fortificazioni sottostanti e l'abitato di Fenestrelle.
La Ridotta Belvedere, la prima che si incontra salendo dal Forte Tre Denti, è la più estesa e ben conservata delle tre che formano il Forte delle Valli, nonché l'unica ad ospitare una cappella per le funzioni religiose. È collegata al resto della fortezza non solo per mezzo della Scala Coperta, ma anche tramite la Scala Reale: un tempo, da quest'ultima si poteva entrare nella ridotta da un ingresso chiamato Porta Reale (spesso conosciuto come Il Tempietto per via del suo apparato decorativo che ricorda un edificio religioso) attraverso un ponte levatoio andato successivamente distrutto.
Sebbene costruita all'interno di un forte alpino, la cappella a navata unica (da tempo sconsacrata) doveva essere in origine un edificio particolarmente suggestivo: la facciata barocca era ornata da lesene e decorazioni in granito giallo, mentre il tetto era sormontato da un piccolo campanile. Oggi poco rimane di tali elementi decorativi, poiché la cappella versa in gravi condizioni, dovute soprattutto ai venti freddi e al gelo invernale, ma anche ai saccheggi del secondo dopoguerra (fu per esempio trafugata la campana).
Come mezzo di collegamento della ridotta con la Strada dei Cannoni, esiste una ripida scalinata composta da 50 gradini che parte dalla zona antistante i ponti di collegamento con la Ridotta Sant'Antonio. Questa scalinata è chiamata Scala delle Tre Traverse perché tre alti muraglioni la proteggevano in caso di bombardamenti.
La Ridotta Sant'Antonio è di dimensioni modeste (è infatti la più piccola delle tre che formano il Forte delle Valli) ed è costituita da un unico fabbricato in parte ricavato nella viva roccia e comprendente una polveriera e otto stanze per l'esigua guarnigione. Sul suo tetto a terrazza si trovavano due mortai di piccolo calibro.
La Ridotta dell'Elmo è l'ultima che si incontra arrivando dai forti sottostanti ed è così chiamata perché, come un elmo, protegge la testa della struttura. Questa ridotta è munita di poche finestre difese da robuste inferriate e di un piccolo portale con un arco a tutto sesto, preceduto da un terrazzino di accesso che è il suo unico ingresso. È sormontata da sette casematte sul lato ovest (aggiunte dopo la metà del XIX secolo per proteggere i nuovi cannoni) di cui sei orientate verso la strada del Colle delle Finestre, mentre una (quella che si trova all'altitudine maggiore, a quota 1783 m) è posizionata verso il pianoro di Pra Catinat. A nord e a est, 10 piazzole a cielo aperto per cannoni leggeri erano volte verso Pra Catinat e la bassa Val Chisone.

### Batterie e Ridotte tra il Forte delle Valli e il Forte Tre Denti
Si tratta di due batterie e due ridotte che si trovano in posizione intermedia lungo la fortificazione tra il Forte delle Valli e il sottostante Forte Tre Denti e il cui compito era di aumentare la capacità difensiva della fortezza. Proprio per quest'ultimo motivo, le ridotte Santa Barbara e delle Porte furono entrambe l'oggetto di lavori di ristrutturazione che ne modificarono la struttura superiore in occasione delle opere per l'ammodernamento delle strutture militari a seguito dell'entrata dell'Italia nella Triplice Alleanza nel 1882.
La prima che si incontra risalendo dal Forte Tre Denti è la Batteria dello Scoglio. Questa era armata con piccole bocche da fuoco che si trovavano su tre piazzole. Facevano parte di questa batteria anche un magazzino e una stazione ottica per le comunicazioni.
Risalendo ancora il fianco della montagna, a quota 1550 m, si trova la Ridotta Santa Barbara. L'edificio, parzialmente inglobato nella montagna, è di forma tronco piramidale a base quadrata con muri spessi fino a 6 metri. Un tempo questa ridotta era collegata con l'esterno delle mura tramite un ponte levatoio che permetteva di raggiungere la Strada dei Cannoni.
A 1680 m si trova la Ridotta delle Porte le cui caratteristiche sono molto simili alla Ridotta Santa Barbara, ma è leggermente più grande ed era dotata di una propria polveriera. Mentre non lontano, a 1708 m, si incontra la Batteria dell'Ospedale, che aveva il compito di proteggere la Strada dei Cannoni e l'ospedale militare posto fuori le mura verso il confine con la Francia.

### Il Forte Tre Denti

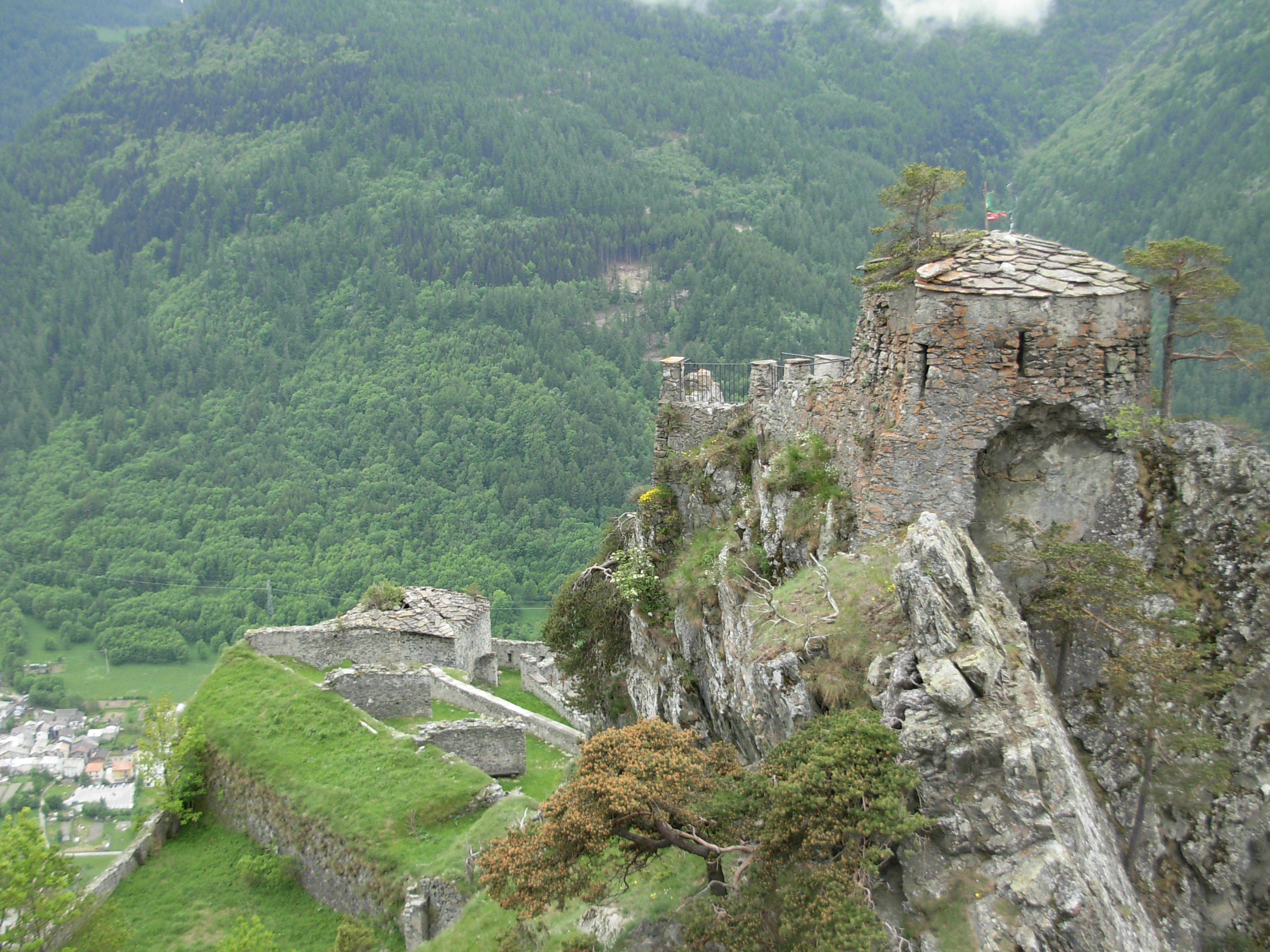
Garitta del Diavolo

Questa fortificazione prende il nome dai tre spuntoni di roccia (i cosiddetti “denti”) che si trovano nel luogo in cui è stata eretta. Sorge a quota 1400 m ed è il forte più antico della Fortezza di Fenestrelle; fu infatti nel 1692 che il generale Catinat fece erigere in quel luogo una prima fortificazione per conto della Francia. A partire dal 1713, a seguito del Trattato di Utrecht, la postazione militare francese venne ristrutturata e ampliata per conto dei Savoia, su progetto dell'architetto e ingegnere militare Antonio Bertola (padre adottivo di Ignazio). Nei pressi, venne inoltre realizzata la cosiddetta Garitta del Diavolo, raggiungibile solo per mezzo delle sei rampe di scale che compongono una stretta scalinata in pietra. La Garitta del Diavolo è un osservatorio che ha un'ottima visuale sulla valle, essendo stata costruita in cima a uno sperone di roccia, su uno strapiombo di oltre 20 metri.
Seguendo il progetto di Ignazio Bertola, presentato nel 1727, le fortificazioni antecedenti e la Garitta del Diavolo sono poi state ampliate e inglobate nella fortezza in costruzione.
Il Forte Tre Denti era armato con sei cannoni ad ampio raggio e disponeva di cucine e di magazzini, nonché di una cisterna per l'acqua e di una polveriera. Di grande rilevanza è anche l'acquedotto sotterraneo che trasportava acqua sia a questo forte che al sottostante Forte San Carlo. Si tratta di un condotto artificiale lungo 424 metri che si addentra in profondità nella montagna, prelevando l'acqua da una sorgente naturale.

### I Risalti
Si tratta di 28 risalti (ossia postazioni per artiglieria) altamente scenografici che appaiono come degli enormi gradoni agli occhi dei visitatori e talmente imponenti da essere visibili anche a grandi distanze. La loro maestosità impressionò persino lo scrittore italiano De Amicis che visitò la fortezza nel 1883 e ne parlò poi nel suo libro Alle Porte d'Italia.
I risalti sono collegati tra loro da scalinate coperte, sono numerati in progressione dal basso verso l'alto e si susseguono con andamento serpeggiante lungo il pendio montano dal Forte San Carlo fino al Forte Tre Denti dando luogo a tre bastioni: San Carlo, Beato Amedeo e Sant'Ignazio. Inoltre, i primi 16 risalti sono protetti da un largo e profondo fossato, che prosegue verso il basso fino alla Ridotta Carlo Alberto.
All'interno dei risalti erano posizionate le artiglierie per la difesa attiva della fortezza: cannoni, mortai e in un secondo tempo anche mitragliatrici. Ben 22 dei 28 Risalti sono piazzole a cielo aperto delimitate da quattro alte mura; i restanti sei furono dotati nella seconda metà del XIX secolo di casematte, ossia di postazioni per artiglieria chiuse da una volta a prova di bomba e con un lato posteriore aperto in modo da consentire la rapida fuoriuscita dei gas prodotti dagli spari dei cannoni.

### Il Forte San Carlo

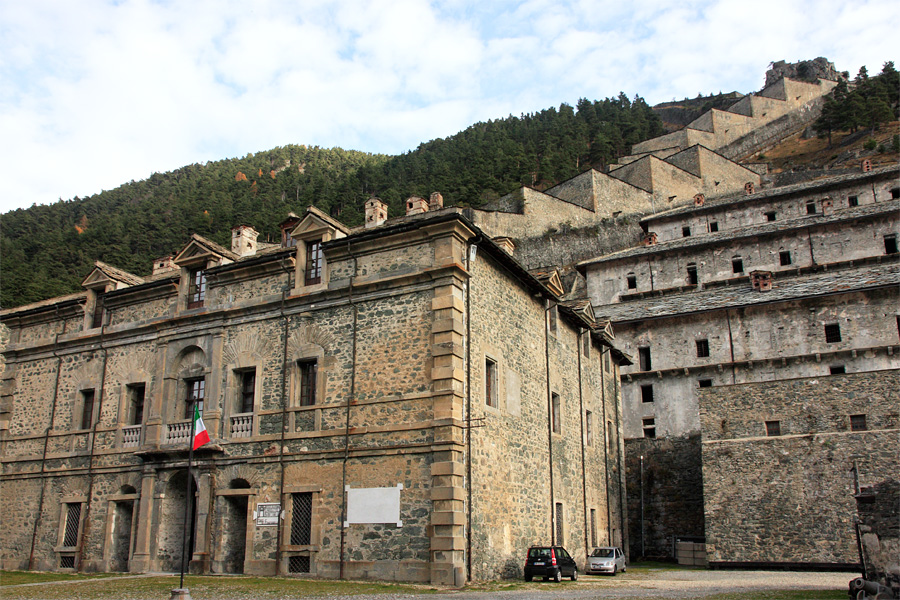
Veduta del palazzo del Governatore e dei Quartieri dalla piazza d'armi. Alle spalle la scala coperta

Costruito tra il 1731 e il 1789 è il complesso più importante e meglio conservato dell'intera fortificazione. Proprio qui si trova la Porta Reale, l'ingresso della fortezza riservato agli alti ufficiali, agli ambasciatori e ai nobili. All'interno del Forte San Carlo si trovano il Palazzo del Governatore, il Padiglione degli Ufficiali, i Quartieri per la guarnigione, una chiesa, una grande polveriera, magazzini, laboratori e un'infermeria. Inoltre è da questo Forte che parte la famosa Scala Coperta.
Il Palazzo del Governatore fu iniziato nel 1740 e si articola su quattro piani di cui uno interrato con muri spessi più di due metri. La facciata è ancor oggi ben conservata ed è abbellita da cornici e modanature scalpellate. Vi si trova anche una cucina nella quale si preparavano i pasti per il Governatore e gli Alti Ufficiali.
Dal 1780 al 1789 venne costruito il Padiglione degli Ufficiali situato nella Piazza d'Armi. L'opera venne realizzata con un duplice scopo, da un lato come alloggiamento per gli ufficiali, dall'altro come prigione per uomini illustri e per ufficiali rei di aver infranto il codice militare. L'edificio è composto da 44 stanze e si sviluppa su diversi piani di cui anche uno sotterraneo; è stato costruito in pietra e mattoni ed ha per lo più uno stile sobrio tranne che nel portale in stile barocco. Nel livello sotterraneo si trovavano le cucine, le dispense, il pozzo collegato alla cisterna dell'acqua e i forni per la panificazione.
La chiesa del Forte San Carlo è l'edificio religioso più grande mai realizzato in una fortezza alpina europea. Rimangono ancora sconosciuti la data della sua costruzione e l'architetto che l'ha progettata. A seguito della sua sconsacrazione ha poi funto da magazzino. Oggi, dopo i lavori di restauro (in particolare il rifacimento del tetto e delle pavimentazioni) la chiesa viene utilizzata soprattutto per ospitare eventi che si tengono all'interno del forte, come mostre, concerti e opere teatrali.
Altro elemento fondamentale erano i Quartieri per l'alloggiamento dei soldati. Al San Carlo erano presenti i più grandi quartieri per la guarnigione della fortezza di Fenestrelle. Si tratta di tre lunghi edifici a tre piani, disposti parallelamente uno dietro l'altro sul pendio che sale verso i forti superiori. Originariamente erano stati progettati come caserme per le truppe, ma furono poi anche utilizzati come reclusorio militare e come prigione per galeotti. Al loro interno lo spazio era organizzato in grandi camerate. Il tetto era coperto da due strati di lose mentre la volta interna era a botte. I piani superiori erano stati costruiti in legno di larice, ma sono stati completamente asportati nel corso degli anni di abbandono della fortezza.
La più importante polveriera di tutta la fortezza è la Polveriera Sant'Ignazio, così chiamata in onore dell'architetto originale del forte, Ignazio Bertola. Si trova a monte dei Quartieri militari, è di pianta quadrata e dotata di tripli muri perimetrali di notevole spessore.

### La Scala Coperta e la Scala Reale
La Scala Coperta ha inizio nella Piazza d'Armi del Forte San Carlo, dove un'arcata conduce ad una galleria coperta. Si tratta di una scala unica nel suo genere in Europa ed è composta da quasi 4.000 gradini (3.996 per l'esattezza). È lunga circa 2 km su un dislivello di circa 530 metri e collega l'intera fortezza dal Forte San Carlo fino al Forte delle Valli, consentendo anche nei lunghi inverni alpini di raggiungere tutte le parti della fortezza senza dover uscire ed essere soggetti alle intemperie. È inoltre bene ricordare che i gradini di questa scala erano stati progettati per i muli e sono molto scomodi per gli esseri umani, tant'è che viene anche definita la spacca gambe. Da alcuni anni a Fenestrelle si tengono delle gare di corsa in cui i partecipanti devono salire la scala in tutta la sua lunghezza.
Un'altra importante scala è quella che si affianca alla Scala Coperta all'altezza del Forte Tre Denti. Si tratta della Scala Reale, anch'essa designata per la salita dei muli è però all'aria aperta e consta di soli 2.500 gradini. Era utilizzata per mettere in comunicazione le batterie e le ridotte tra il Forte Tre Denti e il Forte delle Valli ed era quella utilizzata dal re quando veniva in visita alla fortezza, per questo motivo è detta Reale.

## Edifici connessi

### Il Fort Mutin
La costruzione del Fort Mutin iniziò nel 1694 per volontà di Luigi XIV con l'obiettivo di controllare il fondovalle, per ovviare ad eventuali attacchi da parte di truppe sabaude provenienti da Pinerolo. Si trattava di un'imponente costruzione pentagonale di circa 96.000 metri quadrati, progettata dall'architetto Guy Creuzet de Richerand, all'epoca responsabile delle fortificazioni del Delfinato.
Tuttavia, come successivamente dimostrò l'assedio del 1708 ad opera del Ducato di Savoia, il forte aveva una grave debolezza: si ergeva infatti in una conca che lo rendeva vulnerabile al fuoco nemico. Per questo motivo, il famoso architetto e commissario generale delle fortificazioni del Re di Francia Sébastien Le Prestre de Vauban criticò severamente il Fort Mutin in occasione della sua visita a Fenestrelle nel 1700 e avrebbe preferito abbatterlo, ma data la situazione politica dell'epoca e gli enormi costi sostenuti per la costruzione, preferì tentare di ovviare al problema facendo costruire ben 8 ridotte su entrambi i versanti della valle al solo scopo di proteggere il forte. Ciononostante, a nulla valsero tali sforzi quando il 31 agosto 1708, dopo un assedio durato 15 giorni, il Fort Mutin si arrese alle armate piemontesi in seguito al bombardamento della sua polveriera.
Il forte venne poi restaurato per volontà di Vittorio Amedeo II, che fece però girare le bocche da fuoco in direzione del confine francese. Rimase in attività fino al 1836 quando venne parzialmente abbattuto a seguito della costruzione della Ridotta Carlo Alberto, che era stata fatta edificare proprio allo scopo di sostituirlo perché ormai in condizioni precarie.
Oggi di questa costruzione risalente alla fine del XVII secolo non rimangono che delle rovine ancora ben visibili dalla Fortezza di Fenestrelle.

### La Ridotta Carlo Alberto
Nel 1836 il consiglio del genio militare deliberò lo smantellamento definitivo del Fort Mutin. Quest'ultimo, ritenuto ormai obsoleto e pericolante, fu sostituito da questa nuova struttura militare che completava lo sbarramento della valle anche nel suo punto più basso. La nuova fortificazione prese il nome dell'allora Re di Sardegna Carlo Alberto, che ne finanziò la costruzione.
La ridotta era costituita originariamente da due edifici tozzi e contigui, posti sulla sponda sinistra del Chisone, a cavallo della strada che è oggi strada provinciale 23 del Colle di Sestriere. Delle due strutture, l'edificio ancora esistente è di forma tronco piramidale a base quadrata e si sviluppa su 5 piani, di cui 2 al di sotto del livello stradale.
Il secondo edificio, oggi mancante, fu fatto saltare a colpi di mina nel luglio del 1944, da partigiani della divisione A. Serafino, nell'intento di rallentare l'opera di rastrellamento e la marcia dei tedeschi verso l'alta valle. Questa seconda struttura era di forma rettangolare e si sviluppava su 4 piani; essendo posta a cavallo della strada controllava direttamente questa importante via di comunicazione tramite un sistema composto da due ponti levatoi e due saracinesche in ferro.
La Ridotta Carlo Alberto era collegata alla Fortezza di Fenestrelle tramite un fossato che raggiungeva le Tenaglie Occidentali del Forte San Carlo. Tramite un camminamento protetto, si poteva anche raggiungere la Colombaia, un edificio adibito all'allevamento dei piccioni viaggiatori, utilizzati come forma di comunicazione.
Oggi, quanto rimane della Ridotta Carlo Alberto è in mano a privati, ai quali fu ceduta subito dopo la fine della seconda guerra mondiale.

### La Colombaia
Prima che venissero introdotte le stazioni ottiche per la comunicazione a distanza, l'importanza per le varie fortificazioni alpine di inviare e ricevere messaggi in modo rapido e sicuro rendeva necessario l'uso di piccioni viaggiatori. La colombaia era l'edificio preposto all'allevamento e alla dimora di questi volatili.
Nel caso della fortezza di Fenestrelle, fu adibito a colombaia il trecentesco Chateau Arnaud, un tozzo edificio a base quadrata che fu una delle sedi del castellano fino all'annessione di Fenestrelle alla Francia nel 1349 e successivamente sede del rappresentante del Delfino per la zona dell'alta Val Chisone.
Alla fine della seconda guerra mondiale la Colombaia fu ceduta ai privati ed è ancora oggi pressoché intatta.

### Periodici
- Dario Gariglio, Mauro Minola, Fenestrelle e l'Assietta, in Le fortezze delle Alpi Occidentali. Dal Piccolo S. Bernardo al Monginevro, vol. 1, Cuneo, Edizioni L'Arciere, 1994,  pp. 97-126.
- Forte di Fenestrelle, in Tranta Sold, n. 158, Pinerolo, Associazione Nazionale Alpini sezione di Pinerolo, giugno 2005,  pp. 42-43.